# 第8海兵歩兵落下傘連隊
第8海兵歩兵落下傘連隊（だいはちかいへいほへいらっかさんれんたい、8e régiment parachutiste d'infanterie de marine：8e RPIMa）は、タルヌ県カストルに駐屯する、第11落下傘旅団隷下のフランス陸軍の空挺連隊である。
兵種は歩兵、伝統的区分は海兵隊である。

## 沿革
- 1951年：第8植民地落下傘大隊として編成され、第一次インドシナ戦争に参加。
- 1952年：第8コマンド落下傘群に改編。
- 1953年：第8打撃落下傘大隊に改編。
- 1956年：第8植民地落下傘大隊に改編され、アルジェリア戦争に参加。
- 1958年：第8海兵歩兵落下傘連隊に改編。
- 1963年：第11落下傘師団の隷下となる。
- 1999年：第11落下傘旅団隷下となる。

## 最新の部隊編成

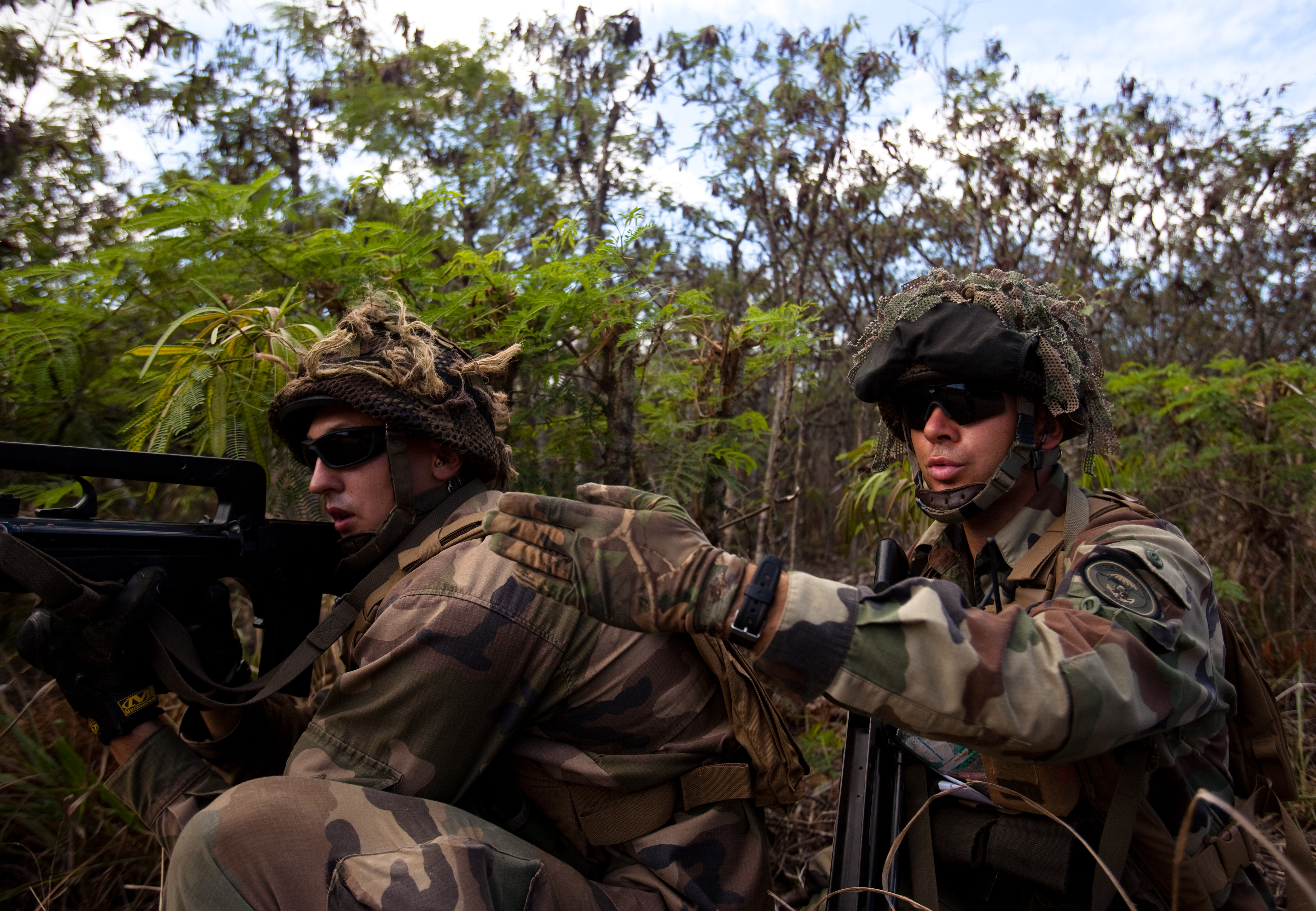
French marines with the 8th Marine Airborne Light Infantry Regiment scout ahead of a patrol Oct. 23, 2012, at Marine Corps Training Area Bellows, Hawaii, during exercise Amercal 2012.

- 連隊本部
- 本部管理中隊
- 偵察・支援中隊
- 管理支援中隊
- 第1中隊
- 第2中隊
- 第3中隊
- 第4中隊
- 教育中隊

### 定員
- 連隊の人員構成は、約1,000名からなる。

## 主要装備
- GIAT BM92-G1
- FA-MAS
- FR-F2
- AAT-F1
- AA-52
- 12.7mm重機関銃
- RTF1 120mm迫撃砲
- LLR 81mm迫撃砲
- ERYX
- ミラン
- VAB
- P4
- TRM 4000